# Stella Hudgens
Stella Teodora Guangco Hudgens, ameriška filmska ter televizijska igralka, *13. november 1995, Ocean Beach, Kalifornija, Združene države Amerike.

## Zgodnje in zasebno življenje
Stella Teodora Guangco Hudgens se je rodila 13. novembra 1995 v Ocean Beachu, Kalifornija, Združene države Amerike, kot druga hči Gine in Grega Hudgensa. Njena sedem let starejša sestra Vanessa Hudgens je tudi igralka. Z Vanesso skupaj skrbita za svojega domačega ljubljenčka: psičko Shadow.

## Kariera
Stella Hudgens je s svojo igralsko kariero začela leta 2002 v televizijski seriji American Family, nadaljevala pa jo je leta 2004 s pojavom v televizijski seriji Jimova družina.
Leta 2007 igra v filmu The Memory Thief in televizijski seriji Deeply Irresponsible, leta 2008 pa v filmu Single with Parents.

## Filmografija
| Leto | Naslov               | Vloga      | Opombe                              |
| ---- | -------------------- | ---------- | ----------------------------------- |
| 2002 | American Family      | Mlada Dora | Epizoda: »The Masked Eagle: Part 1« |
| 2004 | Jimova družina       | Annie      | Epizoda: »No Crime, But Punishment« |
| 2007 | The Memory Thief     | Amanda     | Film                                |
| 2007 | Deeply Irresponsible | Kate       | TV                                  |
| 2008 | Single with Parents  | Teri Jo    | TV                                  |